# La Clef (Guitry)
Pour les articles homonymes, voir La Clé.
La Clef est une pièce de théâtre de Sacha Guitry, comédie en quatre actes créée au Théâtre Réjane le samedi 4 mai 1907.

## L'intrigue
Sacha Guitry veut faire comprendre que, pour être sale comme pour être propre, il faut de l'argent : c'est la Clef de tout.
Camille Bourly ne gagne pas sa vie à donner des leçons de piano. Il trouve à l'infortune pécuniaire de son existence une douce compensation dans l'amour de sa maîtresse, Germaine Schneider. Mais Germaine est mariée, et son époux ayant tout d'un coup appris son aventure avec Camille, la met à la porte et l'envoie désormais se faire prendre ailleurs. Elle arrive chez son amant et lui apprend sa décision de vivre définitivement avec lui. « D'ailleurs, j'ai deux millions » ajoute-l-elle. « Ceci n'était point nécessaire » lui répond Camille qui s'apprêtait déjà à lui indiquer l'escalier ou au besoin la fenêtre.
Or, pendant ses fiançailles avec Camille, Germaine veut le mariage et son amant l'exige, la jeune femme fait la connaissance du sot Michel de Maubourg et la bêtise indiscutable de celui-ci ne tarde pas à la conquérir. Camille devient jaloux; cependant, comme il n'a point d'argent, il accepte pour sa future et lui une invitation à une croisière sur le yacht de Michel.
Enfin, après s'être brouillé avec Germaine, Camille se réconcilie ; et il obtient avant le mariage la clef de l'appartement de sa fiancée

## Distribution
| Rôles                             | Première         |
| --------------------------------- | ---------------- |
| Germaine Schneider                | Gabrielle Réjane |
| Camille Bourly                    | Abel Tarride     |
| Michel de Maubourg                | Gabriel Signoret |
| La comtesse de Pérèlles           | Charlotte Lysès  |
| Chaînon, vieux chansonnier        | M. Noizeux       |
|                                   | Roger Puylagarde |
|                                   | Andrée Barelly   |
| Jean de Pierresec, poète de salon | M. Lauzerte      |
|                                   | Mme Lavigne      |
|                                   | Mme Rapp         |
|                                   | Mme Fuzier       |
|                                   | Germaine Dermoz  |
|                                   | M. Saint Bonnet  |
|                                   | M. Peyrières     |
|                                   | M. Bosman        |
|                                   | Paul Worms       |

## Premier acte
Camille Bourly, qui est musicien, souffre de donner des leçons de piano et de ne gagner que six cents francs par mois. Il est las d'habiter, dans une rue lointaine de Montmartre, un atelier aux murs nus. Il a la quarantaine : il est soucieux de confort. Il comprend que les jeunes artistes qui lui rendent visite se plaisent dans la Bohème ; mais il admire le chansonnier Chaînon, dont les cheveux sont blancs et qui se contente de dépenser cinq francs par jour.
Camille Bourly voudrait sortir de cette existence médiocre et voici que sa maîtresse, Germaine, vient s'installer auprès de lui : elle a quitté son mari ; désormais elle sera tout à Camille à qui elle appartient depuis quatre ans ; elle divorcera, elle l'épousera. Camille frissonne : Tombera-t-il dans la gêne, dans de la misère ? Il exhorte Germaine à ne pas braver l'opinion du monde, à regagner le foyer conjugal. Mais en apprenant que Germaine ne tenait pas son luxe de son mari et qu'elle possède deux millions, il sourit à l'avenir et il embrasse longuement celle qui sera sa femme. En donnant ses lèvres à Bourly, Germaine regarde avec intérêt, un petit peintre qui est joli. Germaine Schneider est libre. Le divorce a été prononcé et, dans deux mois, elle épousera Bourly. En attendant que la cérémonie ait eu lieu, Bourly donne toujours des leçons de piano et il demeure dans son vilain atelier de Montmartre. C'est en vain qu'il a laissé entendre à Germaine qu'il lui serait doux d'habiter auprès d'elle, d'avoir du moins la clef de son appartement.

## Deuxième acte
Germaine est un peu irritée parce qu'il a donné un ordre à un domestique et elle lui fait comprendre, sèchement, qu'elle ne peut lui prêter un sou ; il ne convient pas qu'il jouisse de la fortune de sa maîtresse avant que la loi ne l'y autorise. Dans le salon de Germaine on n'aperçoit, d'ailleurs, que des personnes correctes : le vieux chansonnier Chaînon fait tache à côté de la perfide Mme Moblieu, qui commet une infamie pour punir une amie d'avoir copié son chapeau, à côté de l'inquiétant poète Jehan de Pierresec qui est riche, à côté de la petite comtesse, de Pérelles qui est légitimement unie à un gentilhomme et qui ne cache pas sa liaison avec le jeune Michel de Maubourg.
Tandis que Bourly joue sur le piano une de ses tendres mélodies, Germaine a longuement baisé les lèvres de Michel de Maubourg, qui demeure, étonné et charmé de cette caresse. Depuis quelques semaines, il regardait doucement Germaine, mais il ne croyait pas qu'il triompherait si vite. La comtesse de Pérelles, qui tient à garder son amant, a imaginé d'éveiller la jalousie de Bourly. Elle lui a remis une enveloppe contenant le nom d'un soupirant que distingue Germaine. Bourly n'a pas ouvert l'enveloppe. Mais il déclare à Germaine qu'il est décidé à l'emmener loin de Paris, loin d'une société dangereuse. Il ne veut pas être cocu ! Germaine lui répond avec calme, en lui faisant sentir cependant, qu'elle pourrait bien ne pas l'épouser. Il désire partir en voyage ? C'est bien ! Mais il faut de l'argent. A-t-il de l'argent ? Et le malheureux, qui est bouclé, ne peut que répéter, avec une rage comique : « Je ne veux pas être cocu ! Je ne veux pas être cocu ! ». Michel de Maubourg apparaît. Bourly s'étonne de le voir revenir chez Germaine. Michel donne de vagues explications et, comme Bourly, qui sui sa propre pensée, manifeste le désir de voyager, Michel propose de l'emmener avec Germaine sur son yacht. Bourly est heureux : le rival qu'il redoute ne poursuivra pas Germaine en pleine mer ! Mais Germaine consentira-t-elle à partir ? Elle sourit et murmure à Bourly « Tu seras donc toujours le plus fort ! ».

## Troisième acte
Le yacht vient de quitter Le Havre. Bourly se promène mélancoliquement sur le pont. Il a froid et Il n'aime pas le mouvement des vagues. Il songe à l'enveloppa qu'il n'a pas encore ouverte. Il s'efforce d'intimider Germaine en lui apprenant que cette enveloppe contient le nom de son amant. Elle sourit et lui conseille de jeter ce papier dans la mer. Germaine est heureuse de vivre. Elle est fermement décidée à se donner à Michel, ou plutôt à le prendre comme on cueille un beau fruit. Elle trouve une volupté toute spéciale à constater qu'elle ne l'aime pas, qu'elle en attend seulement des heures de plaisir. Enfin, Bourly ouvre l'enveloppe ; il en tire une carte et il se réjouit, parce que le nom n'est pas inscrit sur le côté qu'il regarde ; il a encore quelques secondes de répit ; il pourrait, s'il le voulait, ignorer qui est son rival. Il se décide à retourner la carte et il pousse un cri : « Michel de Maubourg ». Ainsi, c'est précisément sur le yacht de l'amant qu'il a conduit Germaine ! Il a réuni les deux êtres qu'il voulait séparer. Que faire ? Injurier Michel ? Le battre ? Mais Bourly est peut-être plus faible que Michel. N'ayant pas conscience de la supériorité de sa force, il ne se sent pas brave. Il se contentera d'avoir un entretien avec Michel. Il l'interroge sur ses goûts. Est-il sportif ? Pratique-t-il la boxe ? En apprenant que ce jeune homme est sévèrement entraîné, Bourly lui déclare qu'il ressent pour lui une très vive sympathie, ; il lui demande son amitié ; il faut même que Michel lui jure de l'avertir s'il a, un jour, connaissance d'une infidélité de Germaine. Cette conversation trouble profondément Michel. Il se demande si Bourly a des soupçons ; il ne veut-pas tromper ce brave homme qui se confie a sa loyauté. Mais Germaine est si pressante que Michel doit lui céder, tandis que le mal de mer abat l'infortuné Bourly.

## Quatrième acte
Bourly souffrant, le yacht a dû revenir au Havre. Les trois voyageurs rentrent à Paris. Dans l'appartement de Germaine, Bourly reprend des forces. Il déjeune, il se repose. Mais il semble qu'il n'ignore pas ce qui s'est passé entre Germaine et Michel, tandis que, dans sa cabine, il était déchiré par de grotesques douleurs. Ses allusions, ses phrases sommaires irritent Michel qui lui cria la vérité et qui se tient à ses ordres ; mais Bourly n'a pas l'intention d'aller sur le terrain., Il ne veut pas que Michel le blesse pour s'excuser de lui avoir pris Germaine. Il est ironique et amer, et Germaine est mélancolique, parce que, déjà, Michel lui échappe. La petite comtesse de Pérelles l'a battu, l'a pincé, l'a giflé parce qu'il l'a abandonnée pour emmener Germaine sur son yacht. Comme ces preuves d'amour n'ont pas suffi pour lui soumettre le nouveau Michel, elle a pleuré et elle a enfin ouvert la fenêtre pour se tuer. Michel aime la petite comtesse. Dès ce soir, il dînera chez elle : il est repris.
Germaine contemple avec sympathie le bon Bourly, qui lui reste. Désormais, elle veut qu'il habite chez elle, qu'il donne des ordres aux domestiques, qu'il ait la clef. Pour qu'il ait chaud, elle a fait venir d'un magasin un élégant veston d'intérieur. Mais Bourly n'acceptera pas ce bonheur. Germaine l'a trompé deux mois avant le mariage. C'est une jnfamie qu'il ne saurait oublier. Il ne tombera pas dans cette boue. C'est en vain que Germaine verse des larmes ; Bourly n'est pas sensible à sa douleur. « Eh bien ! dit Germaine, retourne à Montmartre, retourne dans ton atelier, retourne à tes leçons de piano. » Bourly a un bon mouvement. Il quitte le joli veston d'intérieur ; mais il le remet aussitôt. Il n'a pas le courage de reprendre une existence médiocre et laborieuse. « Dis-moi que tu veux que je reste, déclare-t-il, et je resterai. » Et, quand Germaine l'a prié de rester, il gémit.« « Mais tu seras très heureux ! » » observe Germaine. A quoi Bourly répond : « C'est bien ce qui me dégoûte ».